# نانسي شكري
نانسي بنت شكري ( من مواليد 5 أغسطس 1961) سياسية ماليزية من حزب بيساكا بوميبوتيرا المتحد. شغلت منصب وزيرة السياحة والفنون والثقافة في إدارة بيريكاتان الوطنية (PN) بقيادة رئيس الوزراء محي الدين ياسين منذ مارس 2020 وعضو البرلمان عن باتانغ سادونغ منذ مارس 2008.
في السابق ، عملت نانسي كوزيرة في دائرة رئيس الوزراء ووزيرة للصناعات الزراعية والسلع في إدارة باريسان الوطنية (BN) بقيادة رئيس الوزراء السابق نجيب رزاق من مايو 2013 حتى خسرت الانتخابات العامة 2018 في مايو 2018.

## الحياة السياسية
انتخبت نانسي لعضوية البرلمان في الانتخابات العامة الماليزية لعام 2008 لمقعد المحافظ الريفي باتانغ سادونغ، في ولاية ساراواك الجنوبية.
بعد أن نجحت في الدفاع عن مقعدها بالانتخابات العامة الماليزية لعام 2013، عُينت نانسي وزيرة في دائرة رئيس الوزراء في مجلس الوزراء الماليزي الجديد الذي أعلنه رئيس وزراء ماليزيا آنذاك، نجيب عبد الرزاق.

## الحياة الشخصية
ولدت نانسي في 5 أغسطس 1961 في كوتشينغ، ساراواك لبيبي ماكفيرسون وشكري ماهيدي. وهي متزوجة ولديها ثلاثة أطفال وتعيش حاليًا في كوتشينج، ساراواك. نانسي هي العاشرة من بين أحد عشر شقيقًا.

## الجدل
في تشرين الثاني (نوفمبر) 2013 ، أثارت جدلاً بعد تعيينها وزيرة في حكومة نجيب رزاق ، قائلة: «السكان الاصليين لا يجب ان يتركوا دون مساعدة». وقالت ذلك في دفاعها عن الخطوة الأخيرة التي اتخذتها الحكومة لإعادة تقديم سياسة اقتصادية تفضيلية عرقية أثارت حفيظة مجتمعات الأقليات الصينية والهندية في ماليزيا. ومنذ ذلك الحين ، رفضت نانسي التعليق المذكور في عدة مناسبات.

## التكريمات
- ماليزيا
  - وسام ضابط المدافع عن المملكة (KMN) (2010)
  - وسام الفارس الكبير للسلطان أحمد شاه باهانج (SSAP) - داتو سري (2016) [11]
  - وسام نجمة هورنبيل ساراواك (PGBK) - داتوك (2016) [12]